# Famille de Wissocq
La famille de Wissocq, anciennement de Wissoc, est une ancienne famille noble de l'Artois que la plupart des généalogistes et historiens indiquent comme éteinte en ligne masculine en 1666,,,,. Au XIXe siècle, le généalogiste Borel d'Hauterive y rattache une famille homonyme sans principe de noblesse connu. D'après une étude publiée en 2010 par le marquis de Trazegnies dans Le Parchemin, il subsiste des Wissocq avec une filiation remontant à Louis de Wissocq, laboureur à Éperlecques dont la parenté avec l’ancienne famille noble de Wissocq est jugée « fort probable ». Cette hypothèse n'est cependant pas prouvée.

## Ancienne famille de Wissocq donnée comme éteinte en 1666

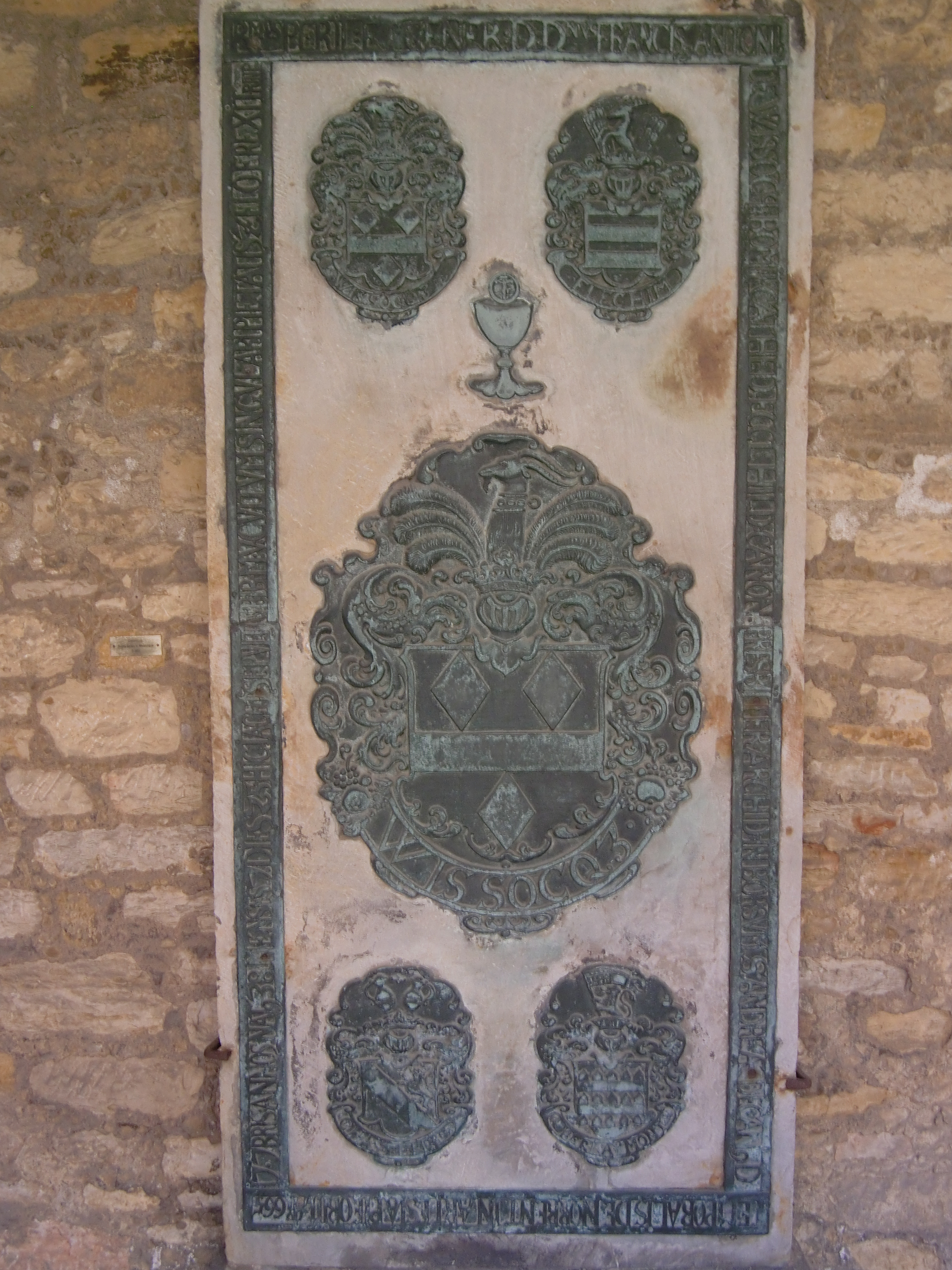
Cathédrale de Hildesheim, pierre tombale du chanoine François Antoine de Wissocq (1627-1665)

### Origines
L'ancien généalogiste Jean Scohier dit que « Jehan de Wissocq premier de cette race vient de Bohème par deça du temps de Philippe le Hardi duc de Bourgogne »,. Cette famille tire son nom du hameau de Wissocq qui dépend de la commune d'Audrehem (Pas-de-Calais).
D’après A. Hermand et L. Deschamps de Pas, « la famille de Wissoc devint seigneuriale assez tôt (acquisition du fief de Mernes, en 1288) ; et cependant on voit un assez grand nombre de ses membres dans les kœures commerciales (corporations) ; plusieurs font partie de la hanse et se trouvent inscrits sur la feuille commencée au milieu du XIIIe siècle. » Pour ces auteurs, les Wissoc faisaient partie des dix familles échevinales de Saint-Omer « qui ont joué un rôle administratif important dans la ville », avec les Sainte-Aldegonde, les d’Audenfort, les d’Averhout, etc.
Selon Alain Derville, les Wissoc furent nombreux à la hanse de 1250 à 1350 puis dominèrent le commerce du vin à Saint-Omer aux XIVe et XVe siècle. « L’illustration considérable » de cette famille fut essentiellement le fait de Jean de Wissoc (mort en 1402), qui fut créé chevalier par le duc de Bourgogne, dont il était grand maître d’hôtel. Après lui, plusieurs Wissoc furent conseillers, chambellans, officiers généraux auprès des ducs de Bourgogne et de leurs successeurs les rois d'Espagne. En outre, comme l'indique le marquis de Trazegnies, « en une ou deux générations, nos bourgeois de Saint-Omer firent des alliances d’excellente allure et devinrent cousins de plusieurs maisons régnantes. »

### Filiation
L'ancienne famille de Wissocq remonte sa filiation à, :
1. Jean de Wissocq, chevalier, seigneur de Le Hollande[20], qui fonde en 1400 avec sa femme Marie de Gherbode l'hôpital de Saint-Jean-Baptiste à Saint-Omer[21]. Une rue de Saint Omer porte le nom de Wissocq en souvenir de ce Jean de Wissocq. Il est le père de[22] : Jacques de Wissocq, Nicolas de Wissocq, seigneur de Nieurlet, du doyen Jean de Wissocq et du chanoine Antoine de Wissocq. Selon une ancienne épitaphe[23], sa sœur Maroye de Wissocq décédée le 31 mars 1404, était mariée à Jacques Lemay.
2. Jacques de Wissocq, échevin de Saint-Omer en 1405[24], seigneur de Le Hollande, conseiller du duc de Bourgogne, marié avec Collarde de La Viefville.
3. Antoine I de Wissocq, seigneur de Tannay et de Bomy par achat le 11 août 1455, marié à Catherine d'Abbeville, dame de Gapennes, il meurt entre 1463 et 1467.
4. Antoine II de Wissocq, chevalier, seigneur de Bomy, Ganapes[25], Gapennes, etc., son fils, conseiller et chambellan du duc de Bourgogne, bailli et capitaine d'Aire (à partir du 23 novembre 1452)[26], marié à Jossine de Ghistelles. Il meurt vers 1478.
5. Antoine III de Wissocq, chevalier, seigneur de Tannay, Gapennes, Bomy, etc., son fils, bailli d'Aire (à partir de 1496)[27], marié à Antoinette de Saveuse, dame de La Couture. Il meurt en 1504.
6. Philippe de Wissocq, seigneur de Bomy, fils aîné d'Antoine III. Il fut lieutenant et capitaine des hommes d'armes d'Adolphe de Bourgogne, amiral de la mer. Il s'est marié avec Antoinette de Bernemicourt[28].
7. Charles de Wissocq, seigneur de Bomy, etc., son fils, marié à Hedwige Le Fèvre de Tamise dit de Heemstede. Pair de Saint-Pol, gentilhomme de bouche de Charles Quint, lieutenant capitaine d'une bande de ses ordonnances, grand fauconnier de la reine Marie douairière de Hongrie. Il meurt le 28 octobre 1557.
8. Julien de Wissocq, seigneur de Bomy, etc., son fils, créé chevalier par lettres données à Tolède le 12 mai 1596, il épouse Marie de Fléchin. Il meurt en 1607.
9. Martin de Wissocq, seigneur de Bomy, etc., son fils, marié à Philippote de Chasteler. Il meurt le 3 janvier 1636 en son château de La Couture (près Béthune).
10. Gabriel de Wissocq, son fils, marié à Marie de Hénin-Liétard[19]. Il meurt dernier mâle de sa famille en 1666, laissant une fille unique : Marie Anne Françoise de Wissocq, « héritière de la branche aisnée de sa maison »[29], qui apporte en 1669 la seigneurie de Bomy à son mari Octave-Joseph de Trazegnies.

### Autres membres notables
On peut rattacher à cette famille :
- Philippe de Wissocq (fils de Jacques), écuyer, tué à la bataille d'Azincourt (1415)[30].
- Jean de Wissocq (fils de Jean), doyen et chanoine de Thérouanne[31], qui fit son testament le 21 novembre 1456[32]. L’abbé Daniel Haigneré, qui a publié son testament en 1884, dit du chanoine qu’il était « un homme de bien, un prêtre vertueux et charitable, qui, durant l’espace d’un demi-siècle, répandit à pleines mains des bienfaits de toute sorte sur tous ceux avec qui il vécut ».
- Antoine de Wissocq (autre fils de Jean[22]), chanoine, fit élever à ses frais au XVe siècle une chapelle dans l'église Notre-Dame de Saint-Omer[33].
- Nicolas de Wissocq, seigneur de Nieurlet (également fils de Jean[22]), mayeur de Saint-Omer en 1434[34].
- Victor  de Wissocq, fils du précédent, échevin de Saint-Omer en 1431[35].
- Sire Adrien de Wissocq (arrière-petit-fils de Nicole[36]) fonda à son retour de Jérusalem en 1480 la communauté des religieuses de la Magdeleine dit aussi couvent des Pots-cassés[37] ou encore communauté des Filles Repenties[38].
- Nicolas de Wissocq (fils de Victor[39]) tenait en 1474 un fief ample (101 mesures de bois[39]) dit le "Bos de le Loe" pour lequel il était tenu de fournir à titre de taxe 4 combattants à pied à la châtellenie de Saint-Omer[40]. Ce fief appartint à la famille Wissocq de 1410 jusqu'à 1586[39].
- Jacques-Louis de Wissocq, baron d'Esclimeux, cité vers 1648[41].

D'autres Wissocq notables appartiennent  sans doute à cette famille mais leur filiation n'est pas établie :
- Jacques de Wissocq, bourgeois de Saint-Omer qui scella en 1325[42].
- Clay de Wissocq et Jean de Wissocq, tous deux bourgeois de Saint-Omer qui scellèrent en 1367[42].

L'on peut aussi associer à la famille de Wissocq le vicomte Emmanuel de Maulde , petit-fils d'Ernestine de Ghistelles, elle-même fille de Marie-Françoise de Wissocq, fille de Martin et Philippine du Chasteler. Par là sa rattache donc aussi la famille de Ghistelles, seigneurs de Vieille-Chapelle ou encore de Beuvry.

### Armes
« de gueules, à la fasce d'argent, accompagnée de trois losanges d'or ».

### Preuves de noblesse
- Gilles de Wissoc, sergent du roi à Calais, dont la filiation n'est pas établie, était qualifié d’écuyer dès 1351, date à laquelle le roi de France lui a accordé une terre dans le bailliage de Lens, parce qu’il avait perdu son office de notaire du châtelet par suite de la prise de la ville de Calais[44].
- Jean et Nicolas de Wissocq  dont la filiation n'est pas établie appartiennent à la liste des gentilshommes artésiens convoqués par Jean Sans Peur aux États tenus à Arras le 2 mars 1414[45].
- Le seigneur de Bomy et le seigneur de Tannay, tous deux de la famille de Wissocq, comparaissent aux États de la noblesse d’Artois en 1576[46].
- Concession du titre (personnel) de chevalier à Julien de Wissocq, seigneur de Bomy, homme d'armes d'une compagnie d'ordonnance, par le roi Philippe II, le 12 juin 1596 à Tolède[47].
- Concession du titre (personnel) de chevalier à Martin de Wissocq, seigneur de Bomy (fils du précédent), par l’archiduc Albert, le 5 mars 1614 à Bruxelles[47].
- Érection en baronnie de la seigneurie artésienne d'Éclimeux et concession de ce titre (transmissible par primogéniture) à Louis de Wissocq, militaire (frère du précédent), par le roi Philippe IV, le 20 mars 1629 à Madrid[47].
- Preuves des quartiers de noblesse pour l'admission de Guilbert de Wissocq de Bomy comme chanoine noble du chapitre de Saint-Lambert à Liège, le 18 décembre 1636[48],[49].

### Seigneuries
L'ancienne famille de Wissocq posséda entre autres les seigneuries suivantes : Mernes (1288), Le Hollande (à Eperlecques, 1399), Bomy (vers 1455), Gapanne (Gapennes), Tannay, La Couture, Hagronsart, Heilly, Maretz, Esclimieux (alias Les Clumieux), Noirant (Norrent), Fléchin, Marechoque, etc.

## Famille homonyme (ou branche subsistante selonBorel d'Hauterive)
Bien que l'ancienne famille de Wissocq soit indiquée par la plupart des généalogistes et historiens comme éteinte  en 1666 en ligne masculine, le généalogiste Borel d'Hauterive y rattache  au XIXe siècle une famille homonyme, qu'il fait remonter à « Louis de Wissocq, qui pendant la guerre de Trente-Ans laissa confisquer ses biens et préféra rester sous la domination espagnole à laquelle ses ancêtres avaient été attachés. Il était dans Gravelines pendant le siège de cette place et n'est revenu en France qu'en 1661 à la conclusion de la paix. ».
D'après une étude publiée en 2010 par le marquis de Trazegnies dans Le Parchemin, il subsiste des Wissocq  qui se rattachent à Antoine, Thomas, Françoise et Mariette de Wissocq cités dès la fin du XVIe siècle, avec une filiation remontant à Louis de Wissocq, laboureur à Éperlecques dont la parenté avec l’ancienne famille noble est jugée « fort probable ». Cette hypothèse n'est cependant pas prouvée.
De son côté l’historien Alain Derville souligne que les ancêtres de l'ancienne famille de Wissocq s’étaient divisés en de très nombreuses branches au XIIIe siècle et au XIVe siècle à Saint-Omer. Il écrit : « A chaque génération, le nombre des Wissoc connu est deux fois plus élevé que celui des Wissoc qu’on peut situer dans la généalogie ». 
Cette famille originaire de Louches et fixée au XIXe siècle à Boulogne-sur-Mer n'a pas de principe de noblesse connu. Un jugement du tribunal de Saint-Omer du 4 août 1859 rectifie son nom « Wissocq » en « de Wissocq ». Le critique Sainte-Beuve aussi originaire de Boulogne-sur-Mer et parent des Wissocq, écrit à ce sujet : « Je ne savais pas que les Wissocq s'appellent de Wissocq : c'est ridicule. Le père, homme de mérite et excellent homme était un simple avocat, fils de paysan ou de petit cultivateur »,.
Cette famille est représentée au XVIIIe siècle par François-Achille-Maxime de Wissocq, qui était en 1766 procureur fiscal d'Antoine-Joseph Donjon, écuyer, seigneur de la baronnie de Balinghem . Il était propriétaire du fief dit « Parmentier » sis à Louches, dont il a rendu aveu en 1784,.
Au XIXe siècle, François-Xavier-André Wissocq (nom rectifié post mortem en « de Wissocq ») est juge au tribunal d'appel de Douai, maire de Boulogne-sur-Mer en 1814, sous-préfet en 1815, président du tribunal de Boulogne-sur-Mer, membre du conseil général du département du Pas-de-Calais, mort en 1832. Il épouse Rose de Lattaignant d'où postérité.
Un de ses membres, Paul-Émile de Wissocq (1804-1873), préfet de la Charente-Maritime, fut au  XIXe siècle chevalier de l'ordre de Charles III d’Espagne et commandeur de l'ordre d’Isabelle la Catholique.